# 第二新德米特里夫卡 (敖德薩州)
46°37′17″N 30°21′16″E / 46.62139°N 30.35444°E
第二新德米特里夫卡（烏克蘭語：Новодмитрівка Друга）是位於烏克蘭西南部的村莊，由敖德萨州羅茲迪利納區的羅茲迪利納市鎮負責管轄。該村始建於1924年，面積0.16平方公里，海拔高度78米，2001年人口35，人口密度每平方公里214.72人。